# Phasia furcata
Phasia furcata là một loài ruồi trong họ Tachinidae.